# Pietro Giacomo da Pesaro
Pietro Giacomo da Pesaro (Pesaro, 1447 circa – Valmanente, 1496 circa) è stato un presbitero italiano dell'Ordine di Sant'Agostino, il suo culto come beato è stato confermato da papa Pio IX nel 1848.

## Biografia
Abbracciò la vita religiosa nell'ordine eremitano e nel 1474 fu nominato lettore nello studio agostiniano di Firenze; fu poi maestro in teologia e, dal 1492, reggente dello studio di Rimini. Nel 1490 era direttore degli studenti a Perugia.
Ricoprì varie cariche all'interno dell'ordine. Intervenne al capitolo generale di Perugia del 1482 come discreto della provincia di Provenza e al capitolo generale di Siena del 1486 come definitore della provincia di Terra santa. Fu scelto dal priore generale dell'ordine per dirimere un conflitto sorto nel 1490 tra i conventi di Pergola e Corinaldo. Nel 1491 era provinciale della provincia Picena e nel 1496 rinunciò all'elezione a priore del convento e dello studio di San Giacomo Maggiore a Bologna.
Si ritirò nel convento agostiniano di Valmanente, dove si spense cinquantenne.

## Il culto
Il suo corpo si venera nella chiesa del convento di Valmanente.
Papa Pio IX, con decreto del 27 settembre 1848, ne confermò il culto con il titolo di beato.
Il suo elogio si legge nel martirologio romano al 23 giugno.